# Prince Miler
Der Prince Miler war ein mittelgroßer Pick-up und Kastenwagen, den Prince Jidōsha Kōgyō 1957 als Nachfolger des Prince Truck präsentierte. 
Nach der Fusion und späteren Übernahme durch Nissan wurde das Modell als Nissan Prince Miler gebaut und 1970 ins Produktprogramm des Nissan Junior integriert.

## 1. Generation 1957–1962

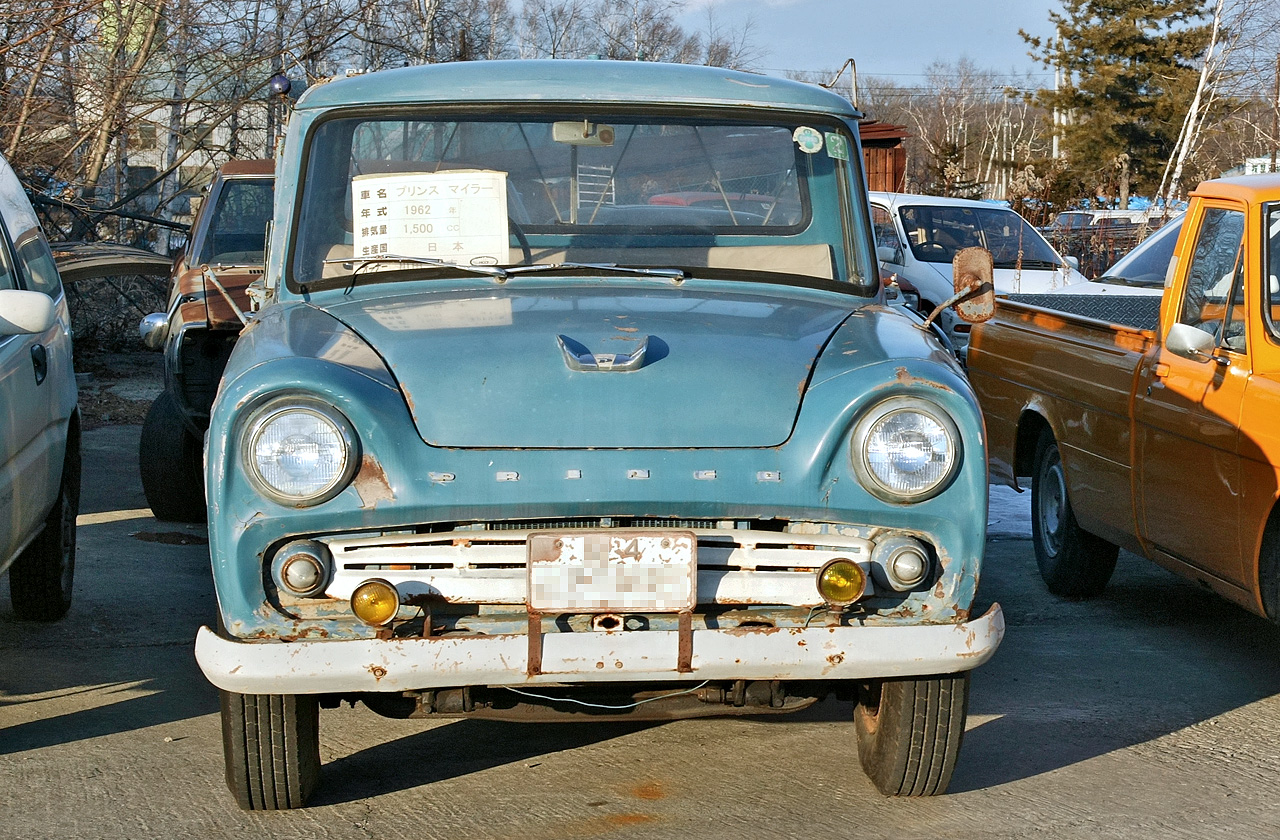
Prince Miler 1962

Im September 1957 begann der Verkauf des dreisitzigen Pickup Miler (AOTH-1/AQTH-1) als Nachfolger des 1952 vorgestellten Prinz Truck.
Dieser war ursprünglich ein 1,25 Tonnen Nutzlast Lkw mit einem 1,5-Liter 33kw/45PS Vierzylinder Benzinmotor (FG4) und bot zuletzt 1,5 Tonnen Nutzlast mit einer 45kw/60PS Version des (FG4). Der Miler hatte einen ähnlichen Radstand und verwendete den (GA30) Benzinmotor mit ebenfalls 1,5L und 60PS. Die Nutzlast betrug ebenfalls 1500kg. Vorne wie hinten wurden Starrachsen mit Blattfedern verbaut.
Ab Mai 1958 wurde der Miler (Arth-1) angeboten der einen längeren Radstand und eine längere und breitere Ladefläche hatte, sowie eine zusätzliche Variante mit einer Nutzlast von 1750kg. Gleichzeitig gab es nun auch ein Fahrgestell für Aufbauten und einen viertürigen Kastenwagen/Kombi mit 6 Sitzplätzen und verkleidetem Laderaum.
Der Miler Arth-2 ersetzte im September 1959 das Angebot. Er hatte nun eine 50kw/70PS Version des (GA30) und zusätzlich war nun auch eine Light Miler-Version mit 1,25 Tonnen Nutzlast verfügbar.
Im April 1961 folgte der Super Miler der einen 1,9-Liter Benzinmotor mit 59kw/80 PS (GB) starken Motor hatte, dessen Leistung nur sechs Monate später auf 67kw/91PS stieg. Ab April 1962 gab es nur noch Pickup und Fahrgestell Modelle. Die 1750kg Version entfiel und neben der 1500kg Version gab es noch den Light Miler mit 1250kg und den Super-Miler mit nun 2000kg Nutzlast.

## 2. Generation 1962–1970

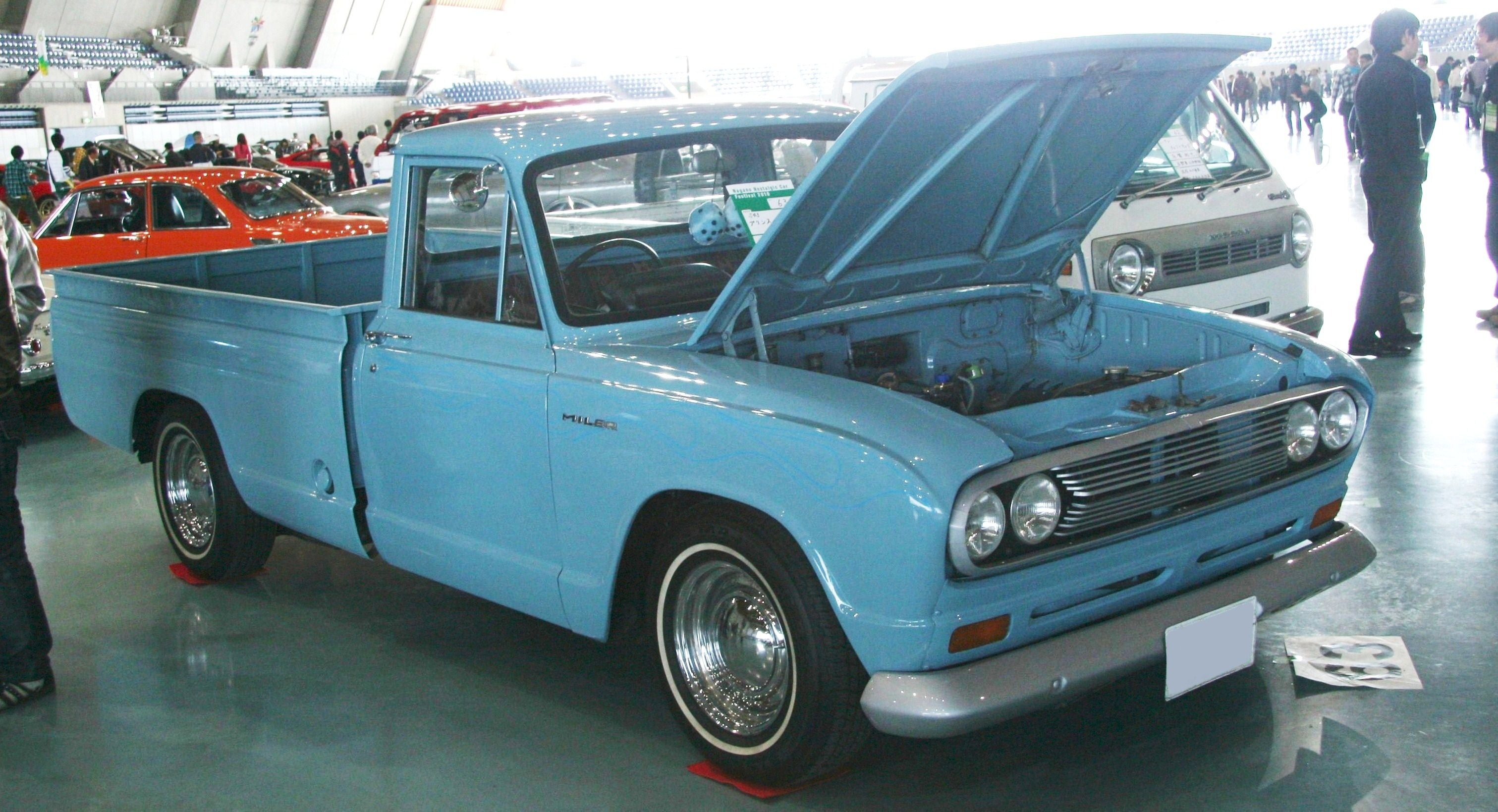
Prince Miler 1968

Im September 1962 erschien ein erneuertes Modell. Die Front war ebenso erneuert mit nun Doppelscheinwerfern, sowie ein komplett überarbeiteter Innenraum.
Das Modell gab es jetzt als Light-Miler (T430) und Super Miler (T431). Die 1500kg Variante wurde nicht mehr produziert.
Eine Differenzialsperre wurde nun optional angeboten. 
Im Juli 1965 erschien die T440-Serie (T441 für den Super Miler) mit einer Einzel Vorderradaufhängung. Die Vierzylinder-OHV-Motoren mit 1862 cm³ (jetzt G2) und 1484 cm³ (G1) blieben ebenso wie die möglichen Nutzlasten. Jedoch erfolgte der Antrieb nun mittels 5-Gang Schaltgetriebe.
Mit diesen Erneuerungen hatte der Miler damals ein Alleinstellungsmerkmal in Japan und war technischer Vorreiter.
1967 nach dem Zusammenschluss mit Nissan wurden die Modelle nun als Nissan Prince Light Miler (T446) und Nissan Prince Miler (T447) über das Nissan-Prince Händlernetz verkauft. Technische Veränderungen gab es bei den Motoren. Es kamen der Nissan R-1595 cm³ OHV-Motor mit 52kw/71PS für den Light Miler und der H20 1982 cm³ mit 74kw/99PS für den Miler, der auch im Nissan Junior eingesetzt wurde, mit nun nur noch Vier-Gang-Schaltgetriebe zum Einsatz.
Als im Oktober 1970 der neue Nissan Junior (Baureihe 140) erschien, war das Nutzlast Angebot des Miler in diesem integriert worden und die Produktion des Miler wurde beendet. Der Nissan Junior 140 wurde jedoch weiterhin als Nissan Miler über das Nissan-Prince Händlernetz vermarktet.